# مياس (روسيا)
مياس (بالروسية: Миасс) هي إحدى مدن روسيا في الكيان الفدرالي الروسي تشيليابينسك أوبلاست.

## أعلام
- مارات خوزيف
- كونستانتين بابكين
- تاتيانا بيتروفا